# Beschermde natuurgebieden van de Dominicaanse Republiek
Hierna volgt de lijst van de 128 beschermde natuurgebieden (área protegida) in de Dominicaanse republiek, inclusief de twee biotopen die in 2016 beschermd gebied werden: Laguna San José en Río Dulce. De benamingen worden gevolgd door de oppervlakte (km²).

## IUCN-categorie Ia: Natuurreservaat (Strict Nature Reserve; Reserva Natural Estricta)
- Bancos de La Plata y de La Navidad (32880)
- Dicayagua (1,2)
- Ebano Verde (30)
- Estero Hondo (33)
- La Salcedoa (41)
- Las Neblinas (41)
- Loma Barbacoa (14)
- Loma Charco Azul (174)
- Loma Guaconejo (23)
- Loma Quita Espuela (76)
- Villa Elisa (0,4)

## IUCN-categorie II: Nationaal park (National Park; Parque nacional)
- Anacaona (539)
- Aniana Vargas (130)
- Armando Bermúdez (803)
- Baiguate (52)
- Cabo Cabrón (36)
- Cotubanamá (796)
- El Morro (18)
- Francisco Alberto Caamaño Deñó (587)
- Humedales del Ozama (46)
- Jaragua (1535)
- José del Carmen Ramírez (750)
- La Caleta (11)
- La Gran Sabana (220)
- La Hispaniola (55)
- Lago Enriquillo e Isla Cabritos (405)
- Los Haitises (632) • Luis Quin (197)
- Manglares del Bajo Yuna (121)
- Manglares del Estero Balsa (57)
- Manolo Távarez Justo (352)
- Maximo Gomez (42)
- Montaña La Humeadora (305)
- Monte Cristi (246)
- Nalga de Maco (166)
- Picky Lora (112)
- Punta Espada (82)
- Saltos de la Jalda (36)
- Sierra de Bahoruco (1092)
- Sierra de Neiba (183)
- Sierra Martín García (262)
- Valle Nuevo (906)

## IUCN-categorie III: Natuurmonument (Natural Monument or Feature; Monumento natural)
- Bosque Húmedo de Río San Juan (1,6)
- Cabo Francés Viejo (0,3)
- Cabo Samaná (9,3)
- Cerro de San Francisco (4)
- Cueva de los Tres Ojos de Santo Domingo (0,7)
- Cuevas de Borbón (of: del Pomier) (5)
- Don Rafael Herrera Cabral (0,5)
- El Saltadero (2,4)
- Hoyo Claro (39)
- Isla Catalina (16)
- La Ceiba (0,01)
- Laguna Gri-Grí (16)
- Lagunas Cabarete y Goleta (71)
- Las Caobas (105)
- Las Dunas de las Calderas (18)
- Las Marías (4,5)
- Loma Isabel de Torres (17)
- Loma La Altagracia (of: Loma la Enea) (0,7)
- • Los Cacheos (56)
- Manantiales de Las Barías (0,8)
- Miguel Domingo Fuerte (34)
- Pico Diego de Ocampo (25)
- Punta Bayahibe (2,7)
- Río Cumayasa y Cuevas Las Maravillas (87)
- Salto de Jimenoa (17)
- Salto de la Damajagua (5,5)
- Salto de Socoa (68)  Salto El Limón (16)
- Salto Grande (15)
- Saltos de Jima (19)
- Saltos de La Tinaja (30)

## IUCN-categorie IV: Biotoop (Habitat/Species Management Area; Área de manejo de hábitats / especies)
- Arrecifes del Sureste (7855)
- Arrecifes del Suroeste (2707)
- Bahía Luperón (19)
- Cañon del Río Gurabo (30)
- Cayos Los Siete Hermanos (105)
- Gran Estero (153)
- Humedales del Bajo Yaque del Sur (58)
- La Gran Laguna (of: Perucho) (7,3)
- Laguna Cabral (of: Rincón) (56)
- Laguna de Mallén (1,4)
- Laguna Saladilla (31)
- Laguna San José (0,6)
- Lagunas de Bávaro y El Caletón (6,4)
- Lagunas Redonda y Limón (32)
- Manglar de la Jina (53)
- Manglares de Puerto Viejo (11)
- Ría Maimón (4,8)
- Río Chacuey (39)
- Río Dulce (2)
- Río Higuamo (18)
- Río Soco (12)
- Santuario Marino del Norte (275)

## IUCN-categorie V: Beschermd landschap (Protected Landscape/Seascape; Paisaje terrestre y marino protegido)
- Alto Bao (307)
- Alto Mao (457)
- Arroyo Cano (24)
- Barrero (192)
- Cabeza de Toro (5.9)
- Cayuco (5)
- Cerro de Bocanigua (29)
- Cerros de Chacuey (52)
- Guanito (69)
- Hatillo (50)
- Las Matas (56)
- Loma del 20 (50)
- Loma Novillero (13)
- Río Cana (260)
- Villarpando (80)

## IUCN-categorie VI: Ecosysteem (Protected area with sustainable use of natural resources; Área protegida manejada)
- Autopista 6 de Noviembre (3,6)
- Autopista Duarte (10)
- Autopista Juan Bosch (5,6)
- Autovía Santo Domingo - Samaná - Boulevard del Atlántico (104)
- Boca de Nigua (5,8)
- Cabo Rojo - Bahía de las Aguilas (79)
- Carretera Bayacanes-Jarabacoa (18)
- Carretera Cabral-Polo (12)
- Carretera El Abanico-Constanza (23)
- Carretera Nagua-Sánchez (17)
- Carretera Santiago-La Cumbre-Puerto Plata (21)
- Costa Azul (19)
- El Puerto - Guagüi (41)
- Entrada de Mao (54)
- Guaraguao - Punta Catuano (19)
- Mirador del Atlantico (12)
- Mirador del Paraíso (22)